# Kira Toussaint
Kira Toussaint (Amstelveen, 22 de mayo de 1994) es una deportista neerlandesa que compite en natación. Su madre, Jolanda de Rover, compitió en el mismo deporte.
Ganó dos medallas en el Campeonato Mundial de Natación, en los años 2022 y 2024, y cinco medallas en el Campeonato Mundial de Natación en Piscina Corta, en los años 2021 y 2022.
Además, obtuvo siete medallas en el Campeonato Europeo de Natación entre los años 2018 y 2022, y quince medallas en el Campeonato Europeo de Natación en Piscina Corta entre los años 2017 y 2023.
Participó en tres Juegos Olímpicos de Verano, en los años 2016 y 2020, ocupando el cuarto lugar en Tokio 2020 (4 × 50 m libre) y el sexto en París 2024 (4 × 100 m estilos mixto).
Estudió Kinesiología en la Universidad de Tennessee.

## Palmarés internacional
| Campeonato Mundial                  | Campeonato Mundial     | Campeonato Mundial | Campeonato Mundial      |
| Año                                 | Lugar                  | Medalla            | Prueba                  |
| ----------------------------------- | ---------------------- | ------------------ | ----------------------- |
| 2022                                | Budapest (Hungría)     | Medalla de bronce  | 4 × 100 m estilos mixto |
| 2024                                | Doha (Catar)           | Medalla de oro     | 4 × 100 m libre         |
| Campeonato Mundial en Piscina Corta |                        |                    |                         |
| Año                                 | Lugar                  | Medalla            | Prueba                  |
| 2021                                | Abu Dabi (EAU)         | Medalla de oro     | 4 × 50 m estilos mixto  |
| 2021                                | Abu Dabi (EAU)         | Medalla de plata   | 4 × 50 m libre mixto    |
| 2021                                | Abu Dabi (EAU)         | Medalla de bronce  | 4 × 50 m libre          |
| 2021                                | Abu Dabi (EAU)         | Medalla de bronce  | 4 × 50 m estilos        |
| 2022                                | Melbourne (Australia)  | Medalla de bronce  | 4 × 50 m libre          |
| Campeonato Europeo                  |                        |                    |                         |
| Año                                 | Lugar                  | Medalla            | Prueba                  |
| 2018                                | Glasgow (Reino Unido)  | Medalla de plata   | 4 × 100 m libre         |
| 2021                                | Budapest (Hungría)     | Medalla de oro     | 50 m espalda            |
| 2021                                | Budapest (Hungría)     | Medalla de plata   | 4 × 100 m libre         |
| 2021                                | Budapest (Hungría)     | Medalla de plata   | 4 × 100 m estilos mixto |
| 2022                                | Roma (Italia)          | Medalla de oro     | 4 × 100 m estilos mixto |
| 2022                                | Roma (Italia)          | Medalla de bronce  | 100 m espalda           |
| 2022                                | Roma (Italia)          | Medalla de bronce  | 4 × 100 m estilos       |
| Campeonato Europeo en Piscina Corta |                        |                    |                         |
| Año                                 | Lugar                  | Medalla            | Prueba                  |
| 2017                                | Copenhague (Dinamarca) | Medalla de oro     | 4 × 50 m estilos        |
| 2017                                | Copenhague (Dinamarca) | Medalla de plata   | 100 m espalda           |
| 2019                                | Glasgow (Reino Unido)  | Medalla de oro     | 50 m espalda            |
| 2019                                | Glasgow (Reino Unido)  | Medalla de oro     | 100 m espalda           |
| 2019                                | Glasgow (Reino Unido)  | Medalla de oro     | 4 × 50 m libre          |
| 2019                                | Glasgow (Reino Unido)  | Medalla de plata   | 4 × 50 m estilos mixto  |
| 2019                                | Glasgow (Reino Unido)  | Medalla de bronce  | 200 m espalda           |
| 2021                                | Kazán (Rusia)          | Medalla de oro     | 50 m espalda            |
| 2021                                | Kazán (Rusia)          | Medalla de oro     | 100 m espalda           |
| 2021                                | Kazán (Rusia)          | Medalla de oro     | 200 m espalda           |
| 2021                                | Kazán (Rusia)          | Medalla de oro     | 4 × 50 m estilos mixto  |
| 2021                                | Kazán (Rusia)          | Medalla de plata   | 4 × 50 m libre          |
| 2023                                | Otopeni (Rumania)      | Medalla de oro     | 50 m espalda            |
| 2023                                | Otopeni (Rumania)      | Medalla de oro     | 100 m espalda           |
| 2023                                | Otopeni (Rumania)      | Medalla de bronce  | 4 × 50 m estilos mixto  |